# Piper schunkeanum
Piper schunkeanum är en pepparväxtart som beskrevs av William Trelease. Piper schunkeanum ingår i släktet Piper och familjen pepparväxter. Inga underarter finns listade i Catalogue of Life.